# Yamaha XJ 550
Yamaha XJ 550, zvaný také Seca je motocykl kategorie naked bike, vyvinutý firmou Yamaha, vyráběný v letech 1980–1983. Stejný motor používá i cruiser Yamaha XJ 550 Maxim.

## Popis
Yamaha XJ 550 je lehká, obratná a rychlá. Na rozdíl od silnějších modelů Yamaha XJ 650 a Yamaha XJ 750, má znatelně nižší spotřebu. Motor je celkově nenáročný, občas potřebuje vyměnit olej a seřídit ventily. Menším záporem jsou brzdy, hlavně zadní bubnová působí už archaicky.

## Technické parametry
- Rám: dvojitý kolébkový ocelový
- Suchá hmotnost: kg
- Pohotovostní hmotnost: 204 kg
- Maximální rychlost: 176 km/h
- Spotřeba paliva: